# Omalaspis ruficornis
Omalaspis ruficornis är en stekelart som beskrevs av Thomson 1877. Omalaspis ruficornis ingår i släktet Omalaspis, och familjen glattsteklar. Arten är reproducerande i Sverige.